# Gilbert-Scholastique-Hyacinthe de La Queuille
Claude Gilbert Scholoastique Hyacinthe de La Queuille est un homme politique français né le 9 août 1748 à Châteaugay (Puy-de-Dôme) et décédé le 6 juin 1813 à Rodez (Aveyron).
Major du régiment de cavalerie Royal Picardie, il est député de la noblesse aux États généraux de 1789 pour la sénéchaussée de Tulle. Il siège avec les partisans de l'Ancien régime et démissionne le 22 mars 1790.

## Sources
- « Gilbert-Scholastique-Hyacinthe de La Queuille », dans Adolphe Robert et Gaston Cougny, Dictionnaire des parlementaires français, Edgar Bourloton, 1889-1891 [détail de l’édition]